# Puimuk
Puimuk /pui = istok, + mok = narod, = istočni narod/, pleme Nomlaki Indijanaca, porodica copehan, koji su nekada živjeli na Elder i Thomes Creeku, u kalifornijskom okrugu Tehama i manjim dijelom uz istočnu stranu rijeke Sacramento. Puimuki su bili u konstantnom ratu s brdskim plemenom Nomlaki koji su ih na kraju otjerali s njhove zemlje.
kod Powersa se navode pod imenima Pooemocs i Pu-i-mok.